# Birdsville
Birdsville (120 habitants) est un hameau dans le Sud-Ouest du Queensland en Australie.
Birdsville est située à 1 593 km à l'ouest de Brisbane, en limite de l'Australie-Méridionale et du désert de Simpson, à l'extrémité nord de la Birdsville Track.
Birdsville possède un aéroport, un hôtel et un hôpital
Birdsville est connue pour ses courses de chevaux en septembre organisées pour venir en aide au Royal Flying Doctor Service of Australia et qui font passer la population du hameau de 120 à 6 000 habitants.

## Climat

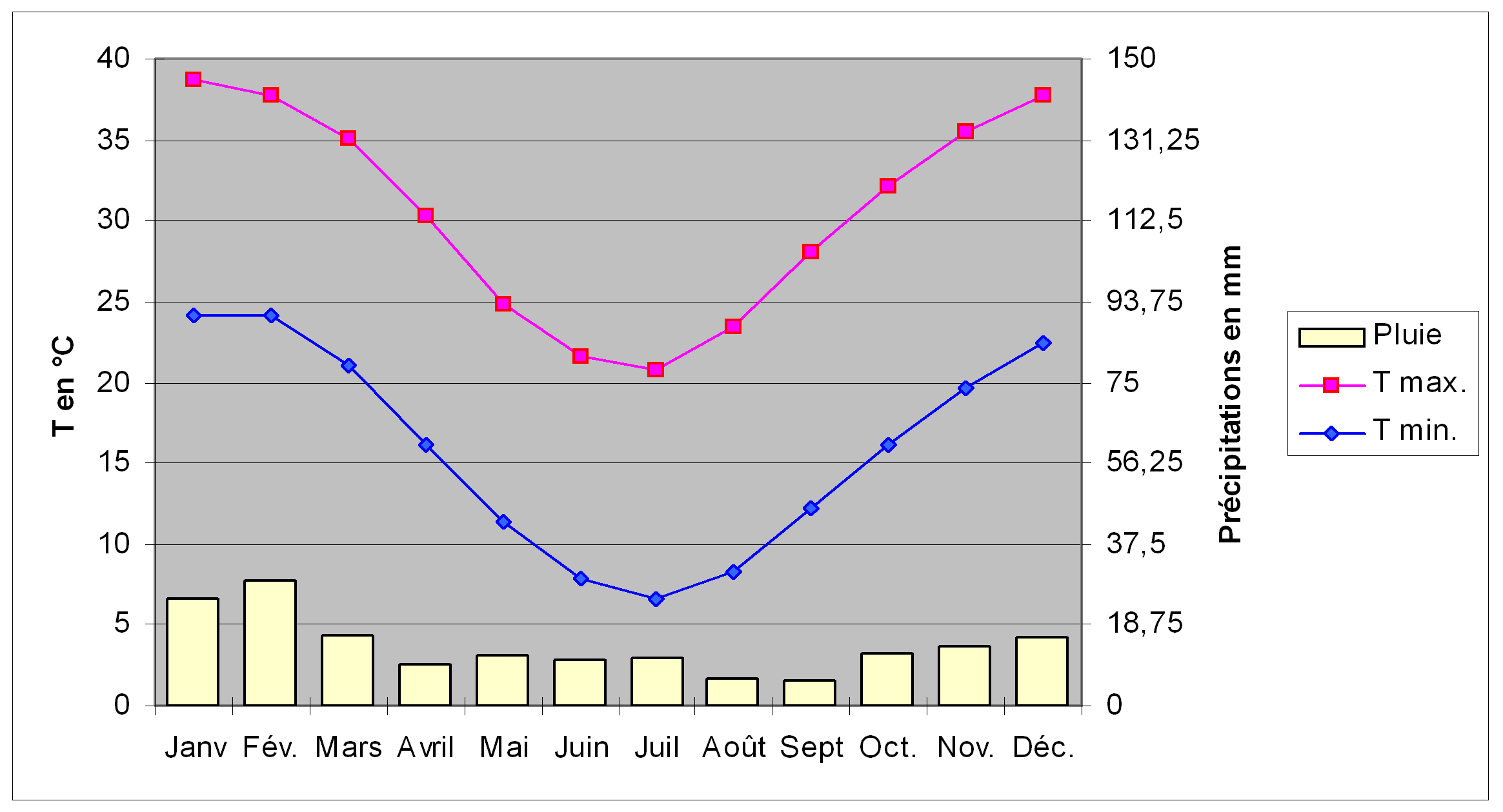
Thermométrie et pluviométrie à Birdsville, Source : Bureau of Meteorology